# Religionskunde
Religionskunde bezeichnet einen Unterricht und dessen didaktische Disziplin, der von einem (säkularen) Staat verantwortet wird und sich an alle Schülerinnen und Schüler richtet, ungeachtet ihrer religiösen oder weltanschaulichen Zugehörigkeit.
Die „Kunde“ über Religion/en steht dabei in der Tradition von Fächern, die seit dem 18. Jahrhundert in unterschiedlichen Wissensgebieten etabliert wurden (wie Geschichts-, Erd-, Heimatkunde). Ziel des Unterrichts ist primär, dass Schülerinnen und Schüler Wissen über Religion/en erwerben, welches eine Relevanz für ihre Orientierung in der Welt hat. In Deutschland und Österreich wird Religionskunde im christlich-theologischen Abgrenzungsdiskurs auch als abwertender Begriff gebraucht, während er in anderen (europäischen) Ländern positiv besetzt ist. Die Religionskunde beschäftigt sich mit dem Unterricht zu Religion/en mit einem sozial- und kulturwissenschaftlichen Ansatz und lehnt sich insbesondere in der Schweiz an die Didaktik des Sachunterrichts an. Damit grenzt sich die Religionskunde ihrerseits ab von interreligiösem Lernen, Religionspädagogik und konfessionellem Religionsunterricht.

## Religionskunde als Schulfach
Religionskunde ist in deutschsprachigen Ländern in verschiedenen Varianten zu finden:
1. Als eigenständiges Schulfach bestand Religionskunde unter der Bezeichnung „Religion und Kultur“ zwischen 2007 und 2019 im Kanton Zürich.[5]
2. Lehrinhalte der Religionskunde sind meist mehr oder weniger großer Bestandteil von Fächerverbünden mit Ethik und Philosophie wie beispielsweise in Brandenburg im Fach „Lebensgestaltung-Ethik-Religionskunde LER“ oder in Ersatzfächern für den bekenntnisorientierten Religionsunterricht wie beispielsweise Niedersachsen im Fach Werte und Normen.[6]
3. In der Schweiz ist die Religionskunde in die Fächer Natur-Mensch-Gesellschaft (Primarstufe) und Ethik-Religionen-Gemeinschaft (Sekundarstufe I) eingebettet und damit in den Sachunterricht integriert.[7]

## Institutionalisierung der Didaktik der Religionskunde
Die Didaktik der Religionskunde ist eine junge Disziplin, die sich seit 2000 organisiert und institutionalisiert. 2007 gründete sich die EASR Working Group Religion in Public Education. 2014 folgte die Gesellschaft für Religionskunde | Société pour la didactique des sciences des religion, welche seit 2015 die Zeitschrift für Religionskunde herausgibt.